# Palamon and Arcite (Dryden)
Palamon and Arcite ist eine Versdichtung von John Dryden. Das Werk ist eine Adaption von The Knight’s Tale aus Chaucers The Canterbury Tales und Teil der im Jahre 1700 veröffentlichten Dichtung Fables, Ancient and Modern. Dryden orientierte sich bei seiner Nachdichtung streng an seiner Vorlage, erweiterte den ursprünglichen Text aber mit poetischen Ausschmückungen.

## Handelnde Personen
Die vier Hauptpersonen des Stückes sind dieselben wie bei Chaucer. Palamon, bei Chaucer ein Vetter des Arcite ist bei Dryden dessen „brother-in-arms“ (Waffenbruder). Arcite ist ein Ritter von königlichem Blut, ohne dass dies näher erläutert wird. Emily (Emelye or Emilye) ist eine Prinzessin und Stieftochter oder Nichte des Königs Theseus, dem Herzog von Athen.

## Handlung
Die Geschichte der beiden Ritter Palamon und Arcite beginnt mit ihrer Gefangennahme durch Theseus. Dieser findet sie nach dem Kampf bewusstlos auf dem Schlachtfeld. Sie werden in einem Verlies gefangen gehalten. Von dort können sie in den Schlossgarten schauen. Eines Tages entdeckt Palamon durch die Gitterstäbe seiner Zelle die schöne Emily. Er verliebt sich sofort in sie, berichtet Arcite von seiner Verliebtheit und auch dieser sieht Emily. Er behauptet, dass er das Recht habe sie zu freien, da er sie nicht als Göttin, sondern als menschliches Wesen erkannt hat. Arcite kommt aufgrund der Fürsprache eines Freundes frei. Theseus stimmt der Freilassung zu, aber er verbannt Arcite. Der verliebte Ritter kehrt verkleidet als Theseus Diener zurück. Später muss jeder der beiden Ritter Prüfungen erdulden, um seine Liebe zu Emily unter Beweis zu stellen.